# Sender Teufelskopf
Der Sender Teufelskopf ist ein Grundnetzsender für Fernsehen auf dem 695 m ü. NHN hohen Teufelskopf, einem Berg des zum Hunsrück gehörenden Schwarzwälder Hochwaldes. Er liegt nahe Waldweiler im rheinland-pfälzischen Landkreis Trier-Saarburg. Der seit 1962 existierende Sender verwendet als Antennenträger einen 120 m hohen abgespannten Stahlrohrmast.

## Geographische Lage
Der Sender Teufelskopf befindet sich im Naturpark Saar-Hunsrück auf der Gipfelregion des Teufelskopfs. Er befindet sich im Südosten des Ortsgemeindegebiets von Waldweiler. Etwa 1 km südwestlich verläuft die Grenze zum Saarland.

## Sendeanlage
Die Sendeanlage versorgte das Umland von Trier mit analogem Fernsehen und diente auch der Speisung des Astra-Satelliten mit dem ZDF-Programm, indem die Signale vom Teufelskopf in Betzdorf (Luxemburg) empfangen und aufbereitet wurden. Im Zuge der Analogabschaltung wurde der Sender im November 2008 abgeschaltet, die Region wird seither vom SWR-Sender Saarburg mit digitalem Fernsehen im DVB-T-Standard versorgt. Seitdem ist die Sendeanlage ungenutzt.
Bis zur Umstellung auf DVB-T wurden folgende analoge Fernsehprogramme gesendet:
| Kanal | Frequenz (MHz) | Programm                      | ERP (kW) | Sendediagramm rund (ND)/ gerichtet (D) | Polarisation horizontal (H)/ vertikal (V) |
| ----- | -------------- | ----------------------------- | -------- | -------------------------------------- | ----------------------------------------- |
| 46    | 671,25         | ZDF                           | 50       | D                                      | H                                         |
| 53    | 727,25         | SWR Fernsehen Rheinland-Pfalz | 50       | D                                      | H                                         |

Knapp 100 m ostsüdöstlich des Sendemasts steht ein niedrigerer Sendeturm, der von Vodafone genutzt wird.